# 謝蓋特峰
69°26′S 39°37′E / 69.433°S 39.617°E
謝蓋特峰，是南極洲的山峰，位於毛德皇后地的哈拉爾王子海岸，處於呂佐夫-霍爾姆灣東部，根據挪威探險隊拍攝的空中照片繪入地圖，現時由南極條約體系管理。

## 外部連結
- 本条目引用的公有领域材料来自美国地质调查局的文档 《謝蓋特峰》 （資料來自地名信息系统）。